# Picotin
Der Picotin, auch Picolin, war ein französisches Getreidemaß und nur für Hafer in Anwendung. Im Kanton Neuenburg in der Schweiz, auch als Hafer-Pot oder Achtel-Emine bezeichnet, war das Hafermaß nur um ein Vierundzwanzigstel größer, als die Maße für die anderen Getreidearten.

## Frankreich
- 1 Boisseau = Scheffel = 4 Picotin (Hafer)
- 1 Scheffel = 13,0083 Liter
- 1 Picolin = 164 Pariser Kubikzoll = 2,25 Liter

## Schweiz
im Kanton Neuenburg
- 1 Picolin = 15,234 Liter[2] bzw. 15,8691 Liter[1]

## Spanien
Es war ein Getreidemaß in der Region Katalonien
- 1 Picotin = 71 5/6 Pariser Kubikzoll = 1 17/40 Liter

Andere Beziehungen waren
- 4 Picotin = 1 Cortane = 285 3/5 Pariser Kubikzoll = 5 ⅔ Liter
- 48 Picotin = 1 Quartera
- 192 Picotin = 1 Salma